# 리얼라이프
리얼라이프(영어: Real life)는 허구 또는 이상화 된 세계를 구별하기 위해 문학에서 원래 사용된 어구이며, 공연자와 등장 인물을 구별하기 위해 행동한다. 

## 같이 보기
- 온라인과 오프라인
- 실재
- 가상 현실